# كورت شوشنيغ

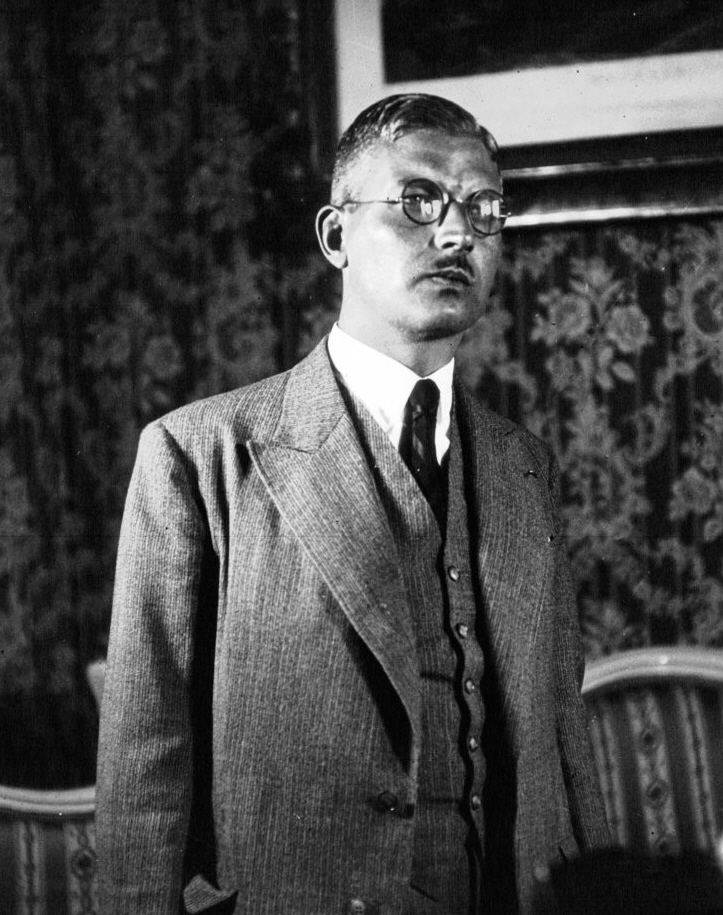
شوشنيغ في جنيف سنة 1934

كورت ألويس يوزف يوهان شُوشنِك (بالألمانية: Kurt Alois Josef Johann Schuschnigg) ـ (كان اسمه حتى سنة 1919 كورت ألويس يوزف يوهان إدلر فون شُوشنِك) (14 ديسمبر 1897 ـ 18 نوفمبر 1977) هو مستشار النمسا الاتحادي في الفترة التي أعقبت اغتيال سلفه إنغلبرت دولفوس في يوليو 1934 إلى أن ضمت ألمانيا النازية الأراضي النمساوية (آنشلوس) في مارس 1938. كان مناوئًا لطموحات هتلر في ضم النمسا إلى الرايخ الثالث.
حاول شوشنيغ الحفاظ على استقلال النمسا، لكنه فشل فاستقال، وقبض عليه النازيون بعد غزوهم للنمسا، فوضعوه في الحبس الانفرادي، ثم تنقل بين عدة معسكرات اعتقال، حتى حرره الجيش الأمريكي سنة 1945، فقضى ما تبقى من حياته في العمل الأكاديمي في الولايات المتحدة الأمريكية.

## روابط خارجية
- كورت شوشنيغ على موقع الموسوعة البريطانية (الإنجليزية)
- كورت شوشنيغ على موقع مونزينجر (الألمانية)
- كورت شوشنيغ على موقع ديسكوغز (الإنجليزية)